# Exochaenium platypterum
Exochaenium platypterum är en gentianaväxtart som beskrevs av Schinz. Exochaenium platypterum ingår i släktet Exochaenium och familjen gentianaväxter. Inga underarter finns listade i Catalogue of Life.